# Canada Open 1990
Il Canada Open 1990 è stato un torneo di tennis giocato sul cemento.
È stata la 100ª edizione del Canada Open, che fa parte della categoria Super 9 nell'ambito dell'ATP Tour 1990, e della categoria Tier I nell'ambito del WTA Tour 1990.
Il torneo maschile si è giocato al Uniprix Stadium di Montréal in Canada dal 23 al 30 luglio 1990, quello femminile al Rexall Centre di Toronto in Canada dal 30 luglio al 6 agosto 1990.

## Campioni

### Singolare maschile
Michael Chang ha battuto in finale  Jay Berger per 4–6, 6–3, 7–6(3).

### Singolare femminile
Steffi Graf ha battuto in finale  Katerina Maleeva per 6–1, 6(6)–7, 6–3.

### Doppio maschile
Paul Annacone /  David Wheaton hanno battuto in finale  Broderick Dyke /  Peter Lundgren per 6–4, 6–4.

### Doppio femminile
Betsy Nagelsen /  Gabriela Sabatini hanno battuto in finale  Helen Kelesi /  Raffaella Reggi per 3–6, 6–2, 6–2.